# Courcoury
Courcoury – miejscowość i gmina we Francji, w regionie Nowa Akwitania, w departamencie Charente-Maritime.
Według danych na rok 1990 gminę zamieszkiwało 546 osób, a gęstość zaludnienia wynosiła 43 osób/km² (wśród 1467 gmin regionu Poitou-Charentes Courcoury plasuje się na 522. miejscu pod względem liczby ludności, natomiast pod względem powierzchni na miejscu 694.).